# Så frukta dig icke, du väntande brud
Så frukta dig icke, du väntande brud, är en psalmtext av Eric Bergquist med fyra verser i Herde-Rösten 1892. Sången har nummer 227 och rekommenderas som en psalm under temat "Trygghet". Bergqvist anges där som författare med sin signatur (Eric), i Lova Herren framgår att han skrev den 1892 (E. M. Bergquist) och att den bearbetades 1985. Texten, i modern stavning, finns på Wikisource.

## Publicerad i
- Herde-Rösten 1892 som nr 227 under rubriken "Trygghet".
- Lova Herren 1988 som nr 689  med titeln "Så frukta då icke, du väntande brud", under rubriken "Det himmelska hemmet".